# Zahirți, Bilohirea
Zahirți (în ucraineană Загірці) este un sat în comuna Iosîpivți din raionul Bilohirea, regiunea Hmelnîțkîi, Ucraina.

## Demografie
Componența lingvistică a localității Zahirți
     Ucraineană (100%)
Conform recensământului din 2001, toată populația localității Zahirți era vorbitoare de ucraineană (100%).